# Caroline Brandt
Caroline Elisabeth Antoinette Brandt, verheiratete Caroline von Weber (* 17. November 1794 in Bonn; † 23. Februar 1852 in Dresden) war eine deutsche Theaterschauspielerin und Sängerin und Ehefrau von Carl Maria von Weber.

## Leben
Brandt, die Tochter des Tenors und Konzertgeigers Christoph Hermann Joseph Brandt an der kurfürstlichen Kapelle in Bonn und der Schauspielerin Christiane Sophia Henrietta Brandt, betrat schon mit acht Jahren die Bühne. Ihr 11. bis 13. Lebensjahr verbrachte sie in einem Erziehungsinstitut in Ballenstedt, von wo sie zu Familie und zur Bühne zurückkehrte, als die Auflösung oben genannter Kapelle die Eltern in Not brachte.
Nun begann ein längeres Wanderleben: Von April bis Juni 1803 war sie unter Carl Witter in Altenburg tätig, danach wahrscheinlich auch in Naumburg (Saale). Von Oktober 1803 bis September 1804 war sie unter Lange erneut in Altenburg, danach in Erfurt, Gera, Naumburg (Saale) und Rudolstadt. Von 1804 bis 1805 spielte sie am Coburger Theater unter dem Direktor Christian Füldner und von 1805 bis 1806 unter der Direktorin Maria Vanini erst in Bamberg und dann am Theater Augsburg. 1807 spielte sie erneut unter Maria Vanini am Theater in St. Gallen. Von 1807 bis 1808 war sie unter dem Direktor Ferdinand Kindler in St. Gallen tätig. 1808 hielt sie sich in Freiburg/Breisgau auf und von 1808 bis 1809 war sie wahrscheinlich unter dem Direktor Wilhelm Vogel in Karlsruhe engagiert.
Von 1809 bis 1813 war sie am Frankfurter Theater fest engagiert. Hier übernahm sie im September 1810 die Titelrolle in der Uraufführung von Carl Maria von Webers Oper Silvana.

Prager Ständetheater von Vinz. Morstadt, ehemals Nationaltheater des Grafen Nostitz. Links: Carolinum, rechts: im Hintergrund Obstmark. Um 1830. Lav. Sepiazeichnung.

Carl Maria von Weber engagierte sie im Sommer 1813 ans Prager Ständetheater, dessen Operndirektor er war. Sie erreichte Prag am 11. Dezember 1813 in Begleitung ihrer Mutter und debütierte an Neujahr 1814 in Nicolas Isouards Oper Cendrillon (Aschenbrödel), wobei ihr ihre zierliche kleine Figur hilfreich war. Das Debüt war ein großer Erfolg.
Bald begann eine engere Beziehung zu Weber, die aber erst am 4. November 1817 in Prag zur Eheschließung führte, als Weber bereits in Dresden wirkte, wohin sie anschließend auch selbst übersiedelte und ihre Bühnenkarriere aufgab. 1822 wurde ihr gemeinsamer Sohn Max Maria von Weber als zweites von drei Kindern geboren.
Auf seiner Reise von Hamburg nach Wien im Mai 1818 stattete der Schauspieler Carl Ludwig Costenoble in Dresden Frau von Weber einen Besuch ab, den er in seinem Tagebuch wir folgt beschrieb:

„In Dresden angelangt und in die Stadt Berlin einquartiert, wußten wir nichts Angelegentlicheres zu thun, als die Gattin des Kapellmeisters Carl Maria von Weber, ehemalige Brand zu besuchen, weil sie uns vor zwey Jahren in Prag so äußerst liebenswürdig aufnahm. O Himmel, welch ein Abstand! – Man führte uns in ein sehr prachtvoll möblirtes Zimmer, wo uns Frau von Weber mit hochadelicher Miene entgegentrat, und in aller Förmlichkeit einer Weltdame wurde Jeanette eingeladen, auf dem Sopha neben der Hochwohlangeheiratheten Platz zu nehmen. Mir wurde gnädigst vergönnt, den gegenüberstehenden Sessel auszufüllen. Ich weiß wohl, daß Sitzungen solcher Art Convenienz großer Herrschaften sind, nur genirte es mich ganz verteufelt, dieselbe Person, die in Prag so natürlich und liebenswürdig sich um und neben uns bewegte, hier so geschraubt, steif und ceremoniös zu sehen. Wir erhoben uns auch gar bald von den pompösen Sitzen und eilten zur Bequemlichkeit in die Stadt Berlin zurück.“

Der Sänger und Schauspieler Louis Brandt war Brandts Bruder.
Caroline von Weber hinterließ bei ihrem Tod in Dresden den gesammelten Nachlass ihres Mannes, darunter Kompositionen, Manuskripte, Tagebücher und Briefe.